# Boana
Boana – rodzaj płazów bezogonowych z podrodziny Hylinae w obrębie rodziny rzekotkowatych (Hylidae).

## Zasięg występowania
Rodzaj obejmuje gatunki występujące w tropikach Ameryki Środkowej i Południowej od Nikaragui do Argentyny, zamieszkuje również Trynidad i Tobago.

## Systematyka
Rodzaj zdefiniował w 1825 roku angielski zoolog John Edward Gray w artykule poświęconym rodzajom gadów i płazów wraz z opisem niektórych nowych gatunków, opublikowanym w czasopiśmie Annals of Philosophy. Gatunkiem typowym jest (oznaczenie monotypowe) rzekotka wielka (R. boana).

### Etymologia
- Boana: epitet gatunkowy Rana boans Linnaeus, 1758; łac. boans ‘ryczący’, od boo ‘ryczeć’[1].
- Hysaplesia: rodzaj Hyla Laurenti, 1768; gr. πλησιος plēsios ‘sąsiedztwo, w pobliżu’, od πελας pelas ‘blisko’, od πελαζω pelazō ‘zbliżyć się’[13]. Gatunek typowy (późniejsze oznaczenie): „Hyla punctata Daudin” (= Calamita punctatus Schneider, 1799)[14].
- Hypsiboas: gr. ὑψιβοας hupsiboas ‘głośno krzycząca żaba’[4]. Gatunek typowy (późniejsze oznaczenie): Hyla palmata Daudin, 1802 (= Rana boans Linnaeus, 1758)[15].
- Auletris: gr. αυλητρις aulētris ‘fletnistka, flecistka’[5]. Gatunek typowy (późniejsze oznaczenie): Rana boans Linnaeus, 1758[16].
- Lobipes: łac. lobus ‘płat’[17]; pes, pedis „stopa”, od gr. πους pous, ποδος podos ‘stopa’[18]. Gatunek typowy (oryginalne oznaczenie): Hyla palmata Daudin, 1801 (= Rana boans Linnaeus, 1758).
- Hypsipsophus: gr. ὑψι hupsi ‘na wysokości, wysoko’[19]; ψοφος psophos ‘hałas’[20]. Gatunek typowy (późniejsze oznaczenie): Hyla xerophilla Duméril & Bibron, 1841 (= Hyla crepitans Wied, 1824)[15].
- Phyllobius: gr. φυλλον phullon ‘liść’[21]; βιος bios ‘życie’[22]. Gatunek typowy (oryginalne oznaczenie): Hyla albomarginata Spix, 1824.
- Centrotelma: gr. κεντρον kentron ‘ostry koniec, kolec’[23]; τελμα telma, τελματος telmatos ‘bagno, moczary’[24]. Gatunek typowy (późniejsze oznaczenie): Hyla infulata Wied, 1824 (= Hyla albomarginata Spix, 1824)[15].
- Hylomedusa: rodzaj Hyla Laurenti, 1768; Meduza (gr. Μεδουσα Medousa, łac. Medusa), w mitologii greckiej najmłodsza z trzech Gorgon[25]. Gatunek typowy (późniejsze oznaczenie): Hyla crepitans Wied, 1825[15].
- Cinclidium: gr. κιγκλιδις kinklidis ‘szybki, podrygujący ruch’[26]. Gatunek typowy (oznaczenie monotypowe): Cinclidium granulatum Cope, 1867 (= Rana boans Linnaeus, 1758).
- Cophomantis: gr. κωφος kōphos ‘tępy, stępiony’; μαντις mantis, μαντεως manteōs ‘żaba drzewna’[10]. Gatunek typowy (oznaczenie monotypowe): Cophomantis punctillata Peters, 1870 (= Hyla geographica Spix, 1824).
- Cincloscopus: gr. κιγκλις kinklis, κιγκλιδος kinklidos ‘otwarcie’[26]; σκοπος skopos  ‘poszukiwacz’, od σκοπεω skopeō ‘badać’[27].

### Podział systematyczny
Do rodzaju należą następujące gatunki:

- Boana aguilari (Lehr, Faivovich & Jungfer, 2010)
- Boana albomarginata (Spix, 1824)
- Boana albopunctata (Spix, 1824)
- Boana alemani (Rivero, 1964)
- Boana alfaroi (Caminer & Ron, 2014)
- Boana almendarizae (Caminer & Ron, 2014)
- Boana appendiculata (Boulenger, 1882)
- Boana atlantica (Caramaschi & Velosa, 1996)
- Boana balzani (Boulenger, 1898)
- Boana bandeirantes (Caramaschi & Cruz, 2013)
- Boana beckeri (Caramaschi & Cruz, 2004)
- Boana benitezi (Rivero, 1961)
- Boana bischoffi (Boulenger, 1887)
- Boana boans (Linnaeus, 1758) – rzekotka wielka[28]
- Boana botumirim (Caramaschi, Cruz & Nascimento, 2009)
- Boana buriti (Caramaschi & Cruz, 1999)
- Boana caiapo Pinheiro, Cintra, Valdujo, Silva, Martins, Silva & Garcia, 2018
- Boana caingua (Carrizo, 1991)
- Boana caipora (Antunes, Faivovich & Haddad, 2008)
- Boana calcarata (Troschel, 1848)
- Boana callipleura (Boulenger, 1902)
- Boana cambui (Pinheiro, Pezzuti, Leite, Garcia, Haddad & Faivovich, 2016)
- Boana cinerascens (Spix, 1824)
- Boana cipoensis (Lutz, 1968)
- Boana claresignata (Lutz & Lutz, 1939)
- Boana clepsydra (Lutz, 1925)
- Boana cordobae (Barrio, 1965)
- Boana courtoisae Fouquet, Marinho, Réjaud, Carvalho, Caminer, Jansen, Rainha, Rodrigues, Werneck, Lima, Hrbek, Giaretta, Venegas, Chávez & Ron, 2021
- Boana crepitans (Wied-Neuwied, 1824) – rzekotka grzechotka[29]
- Boana curupi (Garcia, Faivovich & Haddad, 2007)
- Boana cymbalum (Bokermann, 1963)
- Boana dentei (Bokermann, 1967)
- Boana diabolica (Fouquet, Martinez, Zeidler, Courtois, Gaucher, Blanc, Lima, Souza, Rodrigues & Kok, 2016)
- Boana ericae (Caramaschi & Cruz, 2000)
- Boana eucharis Fouquet, Marinho, Réjaud, Carvalho, Caminer, Jansen, Rainha, Rodrigues, Werneck, Lima, Hrbek, Giaretta, Venegas, Chávez & Ron, 2021
- Boana exastis (Caramaschi & Rodrigues, 2003)
- Boana faber (Wied-Neuwied, 1821)
- Boana fasciata (Günther, 1858)
- Boana freicanecae (Carnaval & Peixoto, 2004)
- Boana geographica (Spix, 1824) – rzekotka geograficzna[28]
- Boana gladiator (Köhler, Koscinski, Padial, Chaparro, Handford, Lougheed & De la Riva, 2010)
- Boana goiana (Lutz, 1968)
- Boana gracilis (Melin, 1941)
- Boana guarinimirim Marinho, Bang, Vidigal & Giaretta, 2022
- Boana guentheri (Boulenger, 1886)
- Boana heilprini (Noble, 1923)
- Boana hobbsi (Cochran & Goin, 1970)
- Boana hutchinsi (Pyburn & Hall, 1984)
- Boana icamiaba Peloso, Oliveira, Sturaro, Rodrigues, Lima, Bitar, Wheeler & Aleixo, 2018
- Boana jaguariaivensis (Caramaschi, Cruz & Segalla, 2010)
- Boana jimenezi (Señaris & Ayarzagüena, 2006)
- Boana joaquini (Lutz, 1968)
- Boana lanciformis (Cope, 1871)
- Boana latistriata (Caramaschi & Cruz, 2004)
- Boana lemai (Rivero, 1972)
- Boana leptolineata (Braun & Braun, 1977)
- Boana leucocheila (Caramaschi & Niemeyer, 2003)
- Boana lundii (Burmeister, 1856)
- Boana maculateralis (Caminer & Ron, 2014)
- Boana marginata (Boulenger, 1887)
- Boana marianitae (Carrizo, 1992)
- Boana melanopleura (Boulenger, 1912)
- Boana microderma (Pyburn, 1977)
- Boana multifasciata (Günther, 1859)
- Boana nigra Caminer & Ron, 2020
- Boana nympha (Faivovich, Moravec, Cisneros-Heredia & Köhler, 2006)
- Boana ornatissima (Noble, 1923)
- Boana palaestes (Duellman, De la Riva & Wild, 1997)
- Boana paranaiba (Carvalho, Giaretta & Facure, 2010)
- Boana pardalis (Spix, 1824)
- Boana pellucens (Werner, 1901)
- Boana picturata (Boulenger, 1899)
- Boana platanera La Marca, Escalona, Castellanos, Rojas-Runjaic, Crawford, Señaris, Fouquet, Giaretta & Castroviejo-Fisher, 2021
- Boana poaju (Garcia, Peixoto & Haddad, 2008)
- Boana polytaenia (Cope, 1870)
- Boana pombali (Caramaschi, Pimenta & Feio, 2004)
- Boana prasina (Burmeister, 1856)
- Boana pugnax (Schmidt, 1857)
- Boana pulchella (Duméril & Bibron, 1841)
- Boana punctata (Schneider, 1799)
- Boana raniceps (Cope, 1862)
- Boana rhythmica (Señaris & Ayarzagüena, 2002)
- Boana riojana (Koslowsky, 1895)
- Boana roraima (Duellman & Hoogmoed, 1992)
- Boana rosenbergi (Boulenger, 1898)
- Boana rubracyla (Cochran & Goin, 1970)
- Boana rufitela (Fouquette, 1961)
- Boana secedens (Lutz, 1963)
- Boana semiguttata (Lutz, 1925)
- Boana semilineata (Spix, 1824)
- Boana sibleszi (Rivero, 1972)
- Boana steinbachi (Boulenger, 1905)
- Boana stellae (Kwet, 2008)
- Boana stenocephala (Caramaschi & Cruz, 1999)
- Boana tepuiana (Barrio-Amorós & Brewer-Carías, 2008)
- Boana tetete (Caminer & Ron, 2014)
- Boana ventrimaculata Caminer & Ron, 2020
- Boana wavrini (Parker, 1936)
- Boana xerophylla (Duméril & Bibron, 1841)

Nazwy nieprzypisane do żywej lub wymarłej populacji (nomina inquirenda):
- Hyla palliata Cope, 1863 – nazwa ta może odnosić się do dowolnej liczby gatunków Boana[30].
- Hypsiboas hypselops Cope, 1871 – nazwa nie związana z żadnym znanym gatunkiem[12].